# Hypsiboas phaeopleura
Espèce
Synonymes
- Hyla phaeopleura Caramaschi & Cruz, 2000

Statut de conservation UICN

 DD  : Données insuffisantes
Hypsiboas phaeopleura est une espèce d'amphibiens de la famille des Hylidae.

## Répartition
Cette espèce est endémique de l'État de Goiás au Brésil. Elle se rencontre à environ 1 200 m d'altitude à Chapada dos Veadeiros dans la municipalité de Alto Paraíso de Goiás,.

## Publication originale
- Caramaschi & Cruz, 2000 : Duas espécies novas de Hyla Laurenti, 1768 do Estado de Goiás, Brasil (Amphibia, Anura, Hylidae). Boletim do Museu Nacional, Nova Série, Zoologia, vol. 422, p. 1-12 (texte intégral).